# 大韓航空ナッツ・リターン

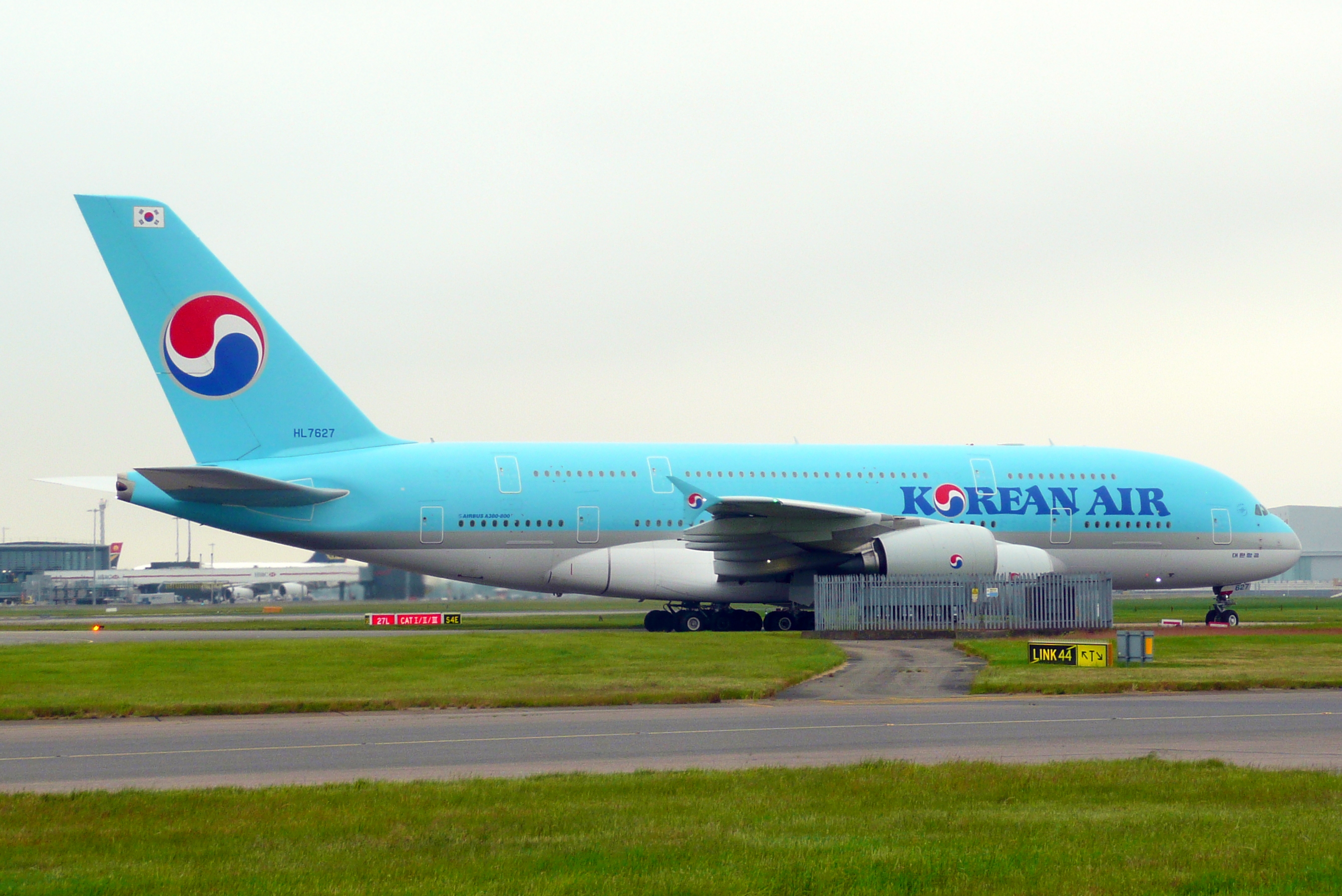
事件に巻き込まれた大韓航空のエアバスA380型機

大韓航空ナッツ・リターン（だいかんこうくうナッツ・リターン）は、2014年12月5日、ジョン・F・ケネディ国際空港で離陸のため滑走路に向かい始めた大韓航空86便（エアバスA380）で、ファーストクラスの乗客として乗っていた大韓航空副社長（当時）趙顕娥（チョ・ヒョナ）が機内提供のナッツを発端に客室乗務員に対してクレームをつけ、旅客機を搭乗ゲートに引き返させた（ランプリターン）うえでチーフパーサー（機内サービス責任者）を86便から降ろし、運航を遅延させた事件である。
創業家である趙一族の家族経営体制に対する批判の声が高まるきっかけとなった。大韓航空ナッツリターン事件（だいかんこうくうナッツリターンじけん）、大韓航空ナッツ回航事件（だいかんこうくうナッツかいこうじけん、英: Nut Rage Incident、朝: 땅콩 회항:ナッツゲート）、あるいはしばしば短く「ナッツリターン」「ナッツ・リターン事件」などと呼ばれている。

## 事件の経緯

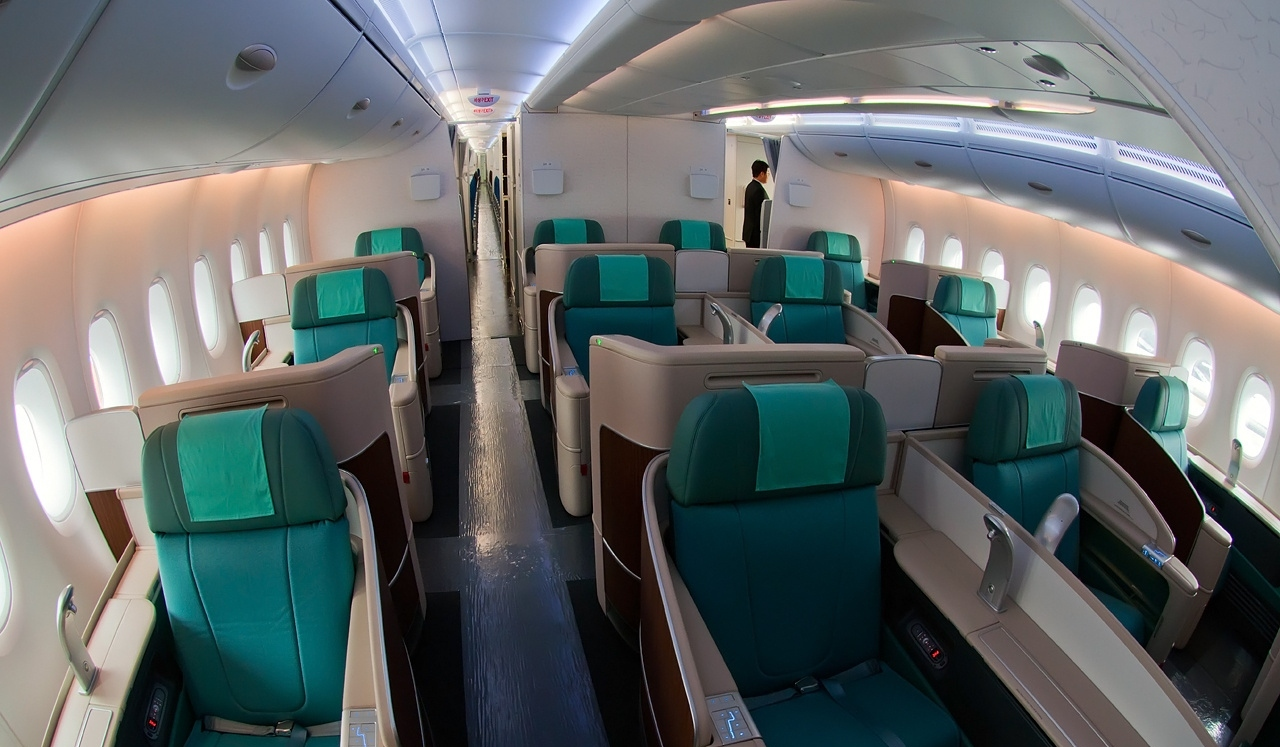
大韓航空A380型機のファーストクラス

### ナッツ提供
2014年12月5日午前0時50分（現地時間）、アメリカ合衆国・ジョン・F・ケネディ国際空港から大韓民国・仁川国際空港に向かう大韓航空86便（エアバスA380型機・機体番号HL7627）にて、事件は起こった。
滑走路へ向けてプッシュバックしているとき、本機のファーストクラスに搭乗していた大韓航空の副社長趙顕娥に本機に乗務していた客室乗務員（以下CA）がマカダミアナッツを袋に入れたまま提供したところ、趙がこれに対して「機内サービスがなっていない」と激怒し、CAに対して「今すぐ飛行機から降りろ」と指示した。
大韓航空の説明によれば、CAがナッツ提供の接客作法について「ナッツアレルギー乗客への対応マニュアルに従った行動だった」と趙へ説明したところ、怒りがさらにエスカレートし、マニュアルを見せるように要求した。叫び声を聞いたチーフパーサーが、CAの代わりにマニュアルを見せようとタブレット端末を持ってきたが、正しいパスワードを入力できずログインできなかったため、マニュアルが見せられなかったという。
その結果、趙はチーフパーサーに対し「CAの代わりに飛行機から降りろ」と絶叫した。当時、ファーストクラスには趙ら2人の乗客が乗っており、趙の怒鳴り声は、ファーストクラスの後方に位置するエコノミークラスにまで聞こえるほどだったという。大韓航空のマニュアルによれば、CAは袋に入ったままのナッツを乗客に見せ、ほしいという意向を聞いてからギャレー（調理室）に戻り、マカダミアナッツを紙に載せて提供することとなっていたという。

### 搭乗ゲートへの引き返し
趙は、離陸準備のために搭乗ゲートから滑走路へ向けてプッシュバックしはじめた飛行機を、チーフパーサーを降ろすために搭乗ゲートへ戻すよう機長に指示した。機長は、すでに滑走路へ向けての移動中で搭乗ゲートには戻れないと説明したが、趙は「関係ない、止めろ」と指示した。機長は趙が激昂している理由を知らなかったが、搭乗ゲートから約17メートル後進した場所で一旦停止し、3分2秒後に搭乗ゲートへ引き返した。
この際、空港管制官にランプリターン（滑走路へ向かっている途中の飛行機が、また搭乗口に引き返すこと。通常は航空機の整備のほか、天候上の理由や機体トラブル、持ち主のいない荷物、乗客の安全に問題が生じた場合に限って行われる）を要請して許可を得ていたことから、ランプリターンならぬ「ナッツリターン（ナッツ回航）」だと揶揄するメディアもあった。

### 仁川空港への到着
結局、同機はチーフパーサー不在のまま20分遅れで出発し、11分遅れで仁川国際空港に到着したが、一連の運行状況について機長から乗客には遅延理由も含め、一切事情の説明はなかった。

## 報道と批判
韓国外のマスメディアが一斉にこの問題を報道したことから、事件は世界的に広く知られるようになった。韓国国内の航空法第50条1項で「航空機の乗務員に対する指揮・監督は機長が行う」と規定されているため、自社の航空機に搭乗していた趙が機長に指示を与えたことは越権行為にあたるのではないかとの批判があった。
大韓航空では2013年4月にも、乗客として搭乗していたポスコエナジーの常務が、機内食として出されたラーメンをめぐってクレームをつけ、女性CAに暴行した事件が起きているだけに、趙副社長に対して「第二のラーメン常務だ」「ラーメン常務に引き続き、大韓航空ではナッツ副社長も誕生した」という非難や『ナッツ姫』と揶揄される対象になった。
この騒動を受けて、韓国のポータルサイト・ダウムにて、大韓航空（Korean Air）の名で、このような騒動を起こしたことで韓国に恥をかかせたとして「大韓航空の社名およびロゴを変更すべき」という声が上がり、署名活動が行われていることが報道された。
趙は、2013年5月にハワイ州で双子の男児を出産したが、（男子に兵役の義務があるため）海外の国籍を取得させることで、「大韓民国国軍の兵役を逃れるため海外で出産したのではないか」と批判されたことがあり、社内の評判もよくなかったと言われている。また、趙の兄が過去に市民を恫喝する発言をした事件が蒸し返されたり、実妹が「今回の事件では必ず復讐して、姉の敵を取る」とTwitterで発言したりしたことも韓国国民の反感を買った。

## 大韓航空の対応

### 関係者への懐柔
後日行われた調査の結果、趙を不正に保護する目的で、会社ぐるみで趙に不都合な関係者の懐柔を画策したことが明らかになった。
航空機から降ろされたチーフパーサーが「会社から『自らの意思で航空機を降りた』と証言するよう強いられた」と証言しており、大韓航空が会社ぐるみでこの騒動を隠蔽しようとしたことが明らかになった。国土交通部は、大韓航空が従業員に虚偽の証言をするよう働きかけたほか、趙が虚偽の証言をしたことも明らかにしている。チーフパーサーが記した事件の確認書に対し、役員が書き直しを要求。チーフパーサーは「小学生が書き取りで間違えたとき、先生に『書き直しなさい』と言われるように、10回も修正させられた」と証言した。
また、唯一の事件現場目撃者だったファーストクラスの韓国人女性の乗客も懐柔しようとしていた。女性は「役員に『お詫びに大韓航空のカレンダーと飛行機模型をあげる』と電話で言われた。そして『マスコミには確かに謝罪を受けたと言ってくれ』とまで言われた」と、韓国紙ハンギョレに語った。

### 趙の辞任
2014年12月9日、趙が「すべての役職から退くつもりでいる」と辞任を表明した。趙の父で韓進グループの代表取締役会長や平昌オリンピック準備委員会委員長を務める趙亮鎬（チョ・ヤンホ、1949年3月8日 - 2019年4月7日）も「顧客に不便をおかけしたことを深く謝罪する」とコメントを発表し、後日開いた記者会見でも「娘の教育が間違っていた」と述べ謝罪した。
12月14日、前副社長の趙は謝罪のため、叱責したチーフパーサー（サービス責任者）の男性と女性乗務員の自宅を訪れた。2人とも不在だったため、趙は謝罪の書面を残した。

## 当局の対応

### 逮捕・課徴金
2014年12月11日には国土交通部より趙顕娥の出頭要請が出された。これをはじめとして国土交通部は調査チームを編成し、乗客から聞き取り調査を行った。また、市民団体「参与連帯」からの告発を受け、検察が航空法違反の容疑で大韓航空本社を家宅捜査した
。
16日、国土交通部は趙顕娥を検察に告発し、翌17日には、この騒動は航空法違反と判断し大韓航空に行政処分を下すことに決定した。大韓航空は、最大21日間の運行停止または14億4,000万ウォン（約1億5,500万円）の課徴金が課されるとされた。また、韓国の検察も同日、航空保安法の安全運航に協力する義務を定めた条項に違反した疑いで、趙亮鎬に対する本格的な捜査を開始した。
2014年12月24日、趙顕娥に4つの容疑で逮捕状が請求された。韓国では「憲法より国民情緒法が優先される」ともいわれ、ここにいたった背景には世論の強い後押しがあった。
12月30日、ソウル西部地検は趙顕娥を航空保安法違反と強要などの疑いで逮捕した。同時に、従業員に虚偽の供述を強要するなどしたとして、大韓航空常務も逮捕された。また、この常務に調査内容を漏らしていたとして国土交通部の調査官も4日前の26日に逮捕されており、国土交通部と大韓航空の癒着についても調査が始まった。

### 裁判
2015年1月19日、ソウル西部地裁で初公判が開かれ、乗務員への暴言は認めたものの航空保安法違反については否認した。弁護側はまだ離陸していない状況で発生した事件であり、「航路変更」を罪とする航空保安法に違反していないという解釈を提示したが、裁判官は「航空機のドアを閉めた瞬間から航行中である」として弁護側の主張を退けた。
2月12日、ソウル西部地裁は趙に対し、航空機安全阻害暴行罪と航空保安法違反で懲役3年の求刑に対して、懲役1年の実刑判決を言い渡した。趙は数通の反省文を提出し、会長の趙亮鎬も出廷して意見を述べるなどしたが、実刑は回避できなかった。また裁判中に嗚咽したり、実刑判決言い渡しのあとは泣き崩れたりするなど感情的な側面を示した。判決の翌日、趙はソウル西部地裁の判決は事実誤認と量刑不当があるとして控訴した。
2015年5月には高裁での判決があり、裁判所は趙の行為について、業務妨害罪や強要罪で有罪とした一方、一審では有罪だった航空保安法上の航路変更罪は無罪とした。これに韓国の検察は控訴した。
2017年12月21日、最高裁は高裁の判決を支持し、高裁で下された懲役10ヶ月、執行猶予2年の刑が確定した。なお、趙は猶予判決により、2015年5月に釈放されている。

## 影響

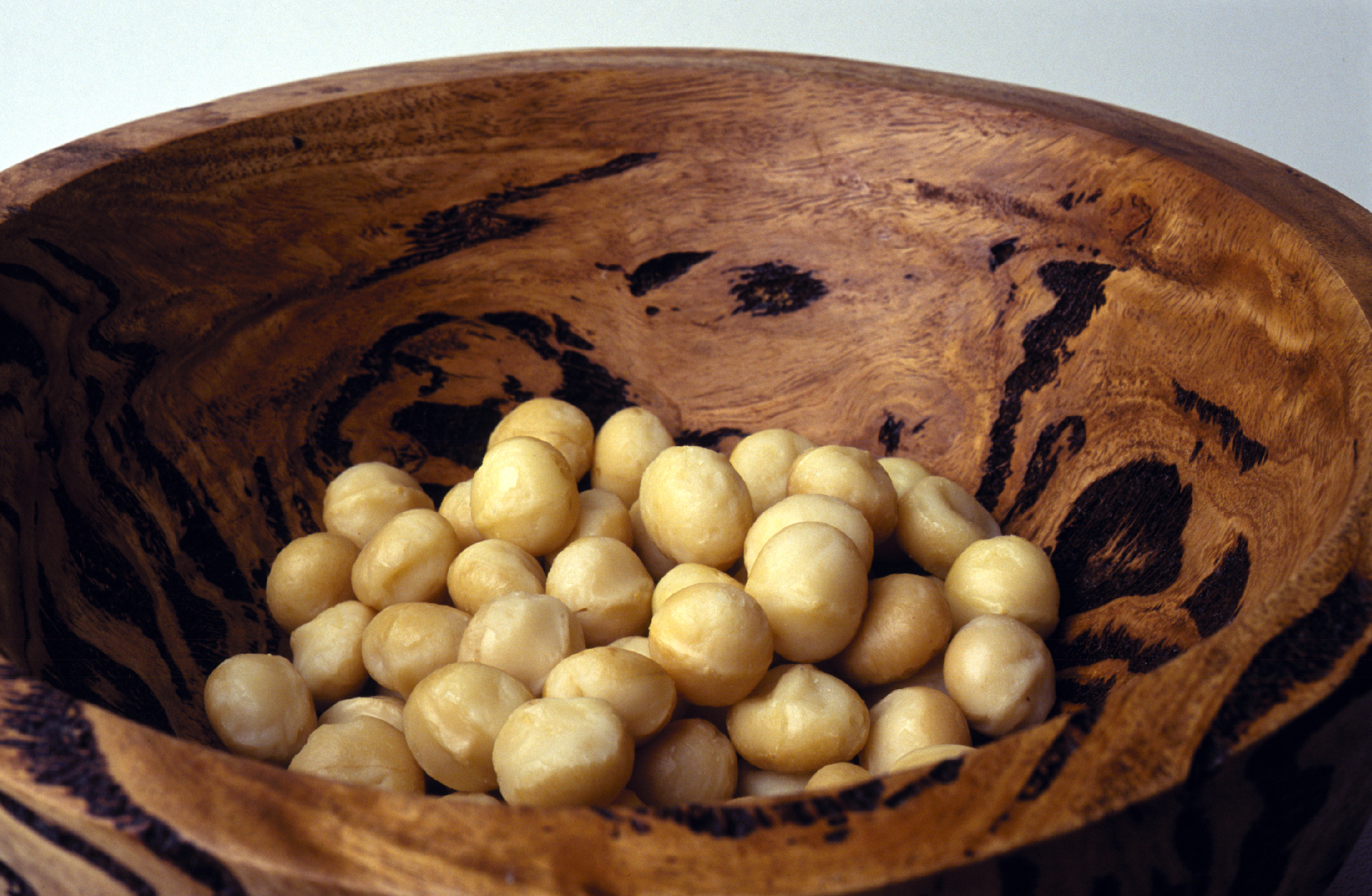
ボウルに盛りつけられたマカダミアナッツ。
ファースト・ビジネスクラスでは、通常袋から出したあと、所定の食器に盛りつけるが、エコノミークラスでは袋入りのままで提供されることもある。

### マカダミアナッツ
この騒動で、韓国内ではマカダミアナッツの売れ行きが急増した。

### 世襲、同族経営への批判
以前から韓国10大財閥企業の二世、三世による不祥事や批判はあったが、今回の一件で世襲や同族経営への批判が爆発し、ほかの同族企業経営にまで飛び火しそうな勢いとなった。ある韓国誌は、意に沿わない社員を見せしめ的に解雇するような理不尽な対応をする創立者一族を『モンスター一族』とまで呼び非難し、同族が若くして管理職に抜擢される不公正さを証拠として提示している。
2018年3月、一度は解雇されたはずの趙元副社長がグループ会社の経営陣として復帰することになり、この事件に再び注目が集まった。

### ナッツリターン防止法
国土交通部は不法行為の処罰を大幅に強化した「航空保安法の一部改正案」、別名「ナッツリターン防止法」を2016年1月19日から公布・施行した。